# Bernhard Friedrich Richter
Bernhard Friedrich Richter (* 1. August 1850 in Leipzig; † 16. April 1931 ebenda) war ein deutscher Kirchenmusiker.

## Leben
Bernhard Friedrich Richter – Sohn des Musikers Ernst Friedrich Richter und Bruder des Komponisten Alfred Richter – erhielt seinen ersten Unterricht bei seinem Vater. Danach besuchte er die Thomasschule. 1876 wurde Richter zum Organisten an der Jakobskirche in Leipzig bestellt, dort füllte er seit 1890 die Stellen des Organisten und Kantors an der Lutherkirche sowie des Gesanglehrers an der Thomasschule aus. Interimistisch hatte Richter in der Nachfolge des verstorbenen Wilhelm Rust seit 1892 das Amt des Thomaskantors inne, bevor er im Folgejahr von Gustav Schreck abgelöst wurde.
1908 wurde Bernhard Friedrich Richter zum Kirchenmusikdirektor, 1917 zum Königlichen Professor ernannt. Richter trat insbesondere mit Beiträgen zu Johann Sebastian Bach hervor.

## Publikationen (Auswahl)
- Die Wahl Johann Sebastian Bachs zum Kantor der Thomasschule im Jahre 1723, In: Bach-Jahrbuch Vol. 2, 1905, Seite 48–67.
- Über die Schicksale der der Thomasschule zu Leipzig angehörenden Kantaten Johann Sebastian Bachs, In: Bach-Jahrbuch Vol. 3, 1906, Seite 43–73.
- Über Sebastian Bachs Kantaten mit obligater Orgel, In: Bach-Jahrbuch Vol. 5, 1908, Seite 43–73.
- Johann Sebastian Bach im Gottesdienst der Thomaner, In: Bach-Jahrbuch Vol. 12, 1915, Seite 49–63.
- Die Kantoren der Thomasschule und ihre Bedeutung für die evangelische Kirchenmusik: eine Skizze, In: Der Thomanerchor zu Leipzig: Sonderheft des 'Kirchenchors', Leipzig, 1920, Seite 3–12.